# روي هيلميستر نوفايس
روي هيلميستر نوفايس سياسي برازيلي من كامبيناس، وانتُخب مرتين عمدة للمدينة، من 1956 إلى 1959 ومن 1964 إلى 1969. خلال ولايته الثانية اشتهر بترويج برنامج تحديث شامل للبنية التحتية للمدينة، بما في ذلك مبنى الإدارة البلدية.